# 朱蕉属
朱蕉属（学名：Cordyline）是天門冬科下的一个属(APG III 分類法)，为灌木植物。该属共有15种，分布于温带地区。
属名cordyline来源于希腊语kordyle“棍棒、肿瘤”，表述此属内某些种具有膨大的肉质根。